# Mistrzostwa Świata w Gimnastyce Sportowej 1913
6. Mistrzostwa świata w gimnastyce sportowej, które odbyły się we Francji w Paryżu w 1913 roku.

## Tabela medalowa
| Poz. | Państwo        | Złota | Srebra | Brązy | Łącznie |
| ---- | -------------- | ----- | ------ | ----- | ------- |
| 1    | Włochy         | 5     | 1      | 2     | 8       |
| 2    | Francja        | 4     | 3      | 0     | 7       |
| 3    | Czechosłowacja | 2     | 1      | 2     | 5       |
| 4    | Bohemia        | 1     | 0      | 0     | 1       |
| 5    | Belgia         | 0     | 0      | 1     | 1       |
| 5    | Luksemburg     | 0     | 0      | 1     | 1       |

## Zawody drużynowe
| Miejsce | Zawodnik                                                                                         | Punkty  |
| ------- | ------------------------------------------------------------------------------------------------ | ------- |
| 1       | Bohemia Josef Čada, Václav Donda, Robert Pražák, Karel Starý, Ferdinand Steiner, Josef Sýkora    | 804,500 |
| 2       | Francja · Aubry, Ben Sadoun, Laurent Grech, Marquelet, Louis Ségura, Marco Torrès                | 777,750 |
| 3       | Włochy · Pietro Bianchi, Guido Boni, Osvaldo Palazzi, Guido Romano, Paolo Salvi, Giorgio Zampori | 772,250 |

## Wielobój indywidualnie
| Miejsce | Państwo         | Zawodnik     | Punkty  |
| ------- | --------------- | ------------ | ------- |
| 1       | Francja         | Marco Torrès | 142,000 |
| 2       | Czechosłowacja¹ | Karel Starý  | 141,500 |
| 3       | Czechosłowacja¹ | Josef Sýkora | 136,500 |

## Ćwiczenia na koniu z łękami
| Miejsce | Państwo | Zawodnik        | Punkty |
| ------- | ------- | --------------- | ------ |
| 1       | Włochy  | Giorgio Zampori | 19,750 |
| 2       | Francja | Marco Torrès    | 19,250 |
| 2       | Francja | N. Aubry        | 19,250 |
| 2       | Włochy  | Osvaldo Palazzi | 19,250 |

## Ćwiczenia na kółkach
| Miejsce | Państwo | Zawodnik        | Punkty |
| ------- | ------- | --------------- | ------ |
| 1       | Francja | Laurent Grech   | 19,750 |
| 1       | Francja | Marco Torrès    | 19,750 |
| 1       | Włochy  | Giorgio Zampori | 19,750 |
| 1       | Włochy  | Guido Boni      | 19,750 |

## Ćwiczenia na poręczach
| Miejsce | Państwo    | Zawodnik        | Punkty |
| ------- | ---------- | --------------- | ------ |
| 1       | Włochy     | Giorgio Zampori | 20,000 |
| 1       | Włochy     | Guido Boni      | 20,000 |
| 3       | Luksemburg | Pierre Hentges  | 19,500 |

## Ćwiczenia na drążku
| Miejsce | Państwo         | Zawodnik        | Punkty |
| ------- | --------------- | --------------- | ------ |
| 1       | Francja         | Marco Torrès    | 20,000 |
| 1       | Czechosłowacja¹ | Josef Čada      | 20,000 |
| 3       | Belgia          | A. Demol        | 19,500 |
| 3       | Włochy          | Osvaldo Palazzi | 19,500 |
| 3       | Czechosłowacja¹ | Josef Sýkora    | 19,500 |